# Blackie (Alberta)
Blackie est un hameau (hamlet) de Foothills No 31, situé dans la province canadienne d'Alberta.

## Démographie
En tant que localité désignée dans le recensement de 2011, Blackie a une population de 343 habitants dans 138 de ses 149 logements, soit une variation de 0.3% avec la population de 2006. Avec une superficie de 0,741 2 km2, le hameau possède une densité de population de 462,763 1 hab/km2 en 2011.
Concernant le recensement de 2006, Blackie abritait 342 habitants dans 135 de ses 147 logements. Avec une superficie de 0,741 2 km2, le hameau possédait une densité de population de 461,4 hab/km2 en 2006.